# یواس‌اس سلتیک (ای‌اف-۲)
یواس‌اس سلتیک (ای‌اف-۲) (به انگلیسی: USS Celtic (AF-2)) یک کشتی بود که طول آن ۳۸۳ فوت ۱ اینچ (۱۱۶٫۷۶ متر) بود. این کشتی در سال ۱۸۹۱ ساخته شد.